# Chihani
Chihani – Barral  durant la période française – est une commune de la wilaya d'El Tarf en Algérie.

## Géographie
La commune est située à environ 30 kilomètres au sud d'Annaba.